# Lijst van Duitse basketbalkampioenen
Onderstaande lijst geeft een overzicht van alle landskampioenen in de Basketball Bundesliga, de hoogste klasse van het Duits basketbal.
Bayer Giants Leverkusen (voorheen TSV Bayer 04 Leverkusen en TuS 04 Leverkusen) is recordhouder met 14 kampioenschappen.

## Duits Kampioenschap (heren)
2024: FC Bayern München
2023: Ratiopharm Ulm
2022: Alba Berlin
2021: Alba Berlin
2020: Alba Berlin
2019: FC Bayern München
2018: FC Bayern München
2017: Brose Baskets
2016: Brose Baskets
2015: Brose Baskets
2014: FC Bayern München
2013: Brose Baskets
2012: Brose Baskets
2011: Brose Baskets
2010: Brose Baskets
2009: EWE Baskets Oldenburg
2008: Alba Berlin
2007: Brose Baskets
2006: RheinEnergie Köln
2005: GHP Bamberg
2004: OPEL Skyliners Frankfurt
2003: Alba Berlin
2002: Alba Berlin
2001: Alba Berlin
2000: Alba Berlin
1999: Alba Berlin
1998: Alba Berlin
1997: Alba Berlin
1996: TSV Bayer 04 Leverkusen
1995: TSV Bayer 04 Leverkusen
1994: TSV Bayer 04 Leverkusen
1993: TSV Bayer 04 Leverkusen
1992: TSV Bayer 04 Leverkusen
1991: TSV Bayer 04 Leverkusen
1990: TSV Bayer 04 Leverkusen
1989: BG Steiner Bayreuth
1988: BSC Saturn Köln
1987: BSC Saturn Köln
1986: TSV Bayer 04 Leverkusen
1985: TSV Bayer 04 Leverkusen
1984: ASC Göttingen
1983: ASC Göttingen
1982: BSC Saturn Köln
1981: BSC Saturn Köln
1980: SSC Göttingen
1979: TuS 04 Leverkusen
1978: MTV 1846 Gießen
1977: USC Heidelberg
1976: TuS 04 Leverkusen
1975: MTV 1846 Gießen
1974: SSV Hagen
1973: USC Heidelberg
1972: TuS 04 Leverkusen
1971: TuS 04 Leverkusen
1970: TuS 04 Leverkusen
1969: VfL Osnabrück
1968: MTV 1846 Gießen
1967: MTV 1846 Gießen
1966: USC Heidelberg
1965: MTV 1846 Gießen
1964: Alemannia Aachen
1963: Alemannia Aachen
1962: USC Heidelberg
1961: USC Heidelberg
1960: USC Heidelberg
1959: USC Heidelberg
1958: USC Heidelberg
1957: USC Heidelberg
1956: ATV Düsseldorf
1955: FC Bayern München
1954: FC Bayern München
1953: Turnerbund Heidelberg
1952: Turnerbund Heidelberg
1951: Turnerbund Heidelberg
1950: BC Stuttgart-Degerloch
1949: MTSV Schwabing
1948: Turnerbund Heidelberg
1947: MTSV Schwabing
1939: LSV Spandau

## Oost-Duits Kampioenschap (heren)
1990: BSG AdW Berlin
1989: HSG TU Magdeburg
1988: HSG TU Magdeburg
1987: BSG AdW Berlin
1986: BSG AdW Berlin
1985: BSG AdW Berlin
1984: BSG AdW Berlin
1983: BSG AdW Berlin
1982: BSG AdW Berlin
1981: BSG AdW Berlin
1980: BSG AdW Berlin
1979: BSG AdW Berlin
1978: BSG AdW Berlin
1977: HSG K-M-U Leipzig
1976: HSG K-M-U Leipzig
1975: HSG K-M-U Leipzig
1974: BSG AdW Berlin
1973: HSG K-M-U Leipzig
1972: SK KPV 69 Halle
1971: HSG K-M-U Leipzig
1970: SK KPV 69 Halle
1969: ASK Vorwärts Leipzig
1968: ASK Vorwärts Leipzig
1967: ASK Vorwärts Leipzig
1966: ASK Vorwärts Leipzig
1965: ASK Vorwärts Leipzig
1964: SC Chemie Halle
1963: SC Chemie Halle
1962: ASK Vorwärts Halle
1961: HSG Humboldt-Universität Berlin
1960: HSG Humboldt-Universität Berlin
1959: HSG Humboldt-Universität Berlin
1958: HSG Humboldt-Universität Berlin
1957: HSG Wiss. HU Berlin
1956: HSG Wiss. HU Berlin
1955: HSG Wiss. HU Berlin
1954: HSG Wiss. HU Berlin
1953: HSG Wiss. HU Berlin

## Duits Kampioenschap (dames)
2025: Rutronik Stars Keltern
2024: Alba Berlin
2023: Rutronik Stars Keltern
2022: Eisvögel USC Freiburg
2021: Rutronik Stars Keltern
2020: Seizoen afgebroken vanwege COVID-19 Pandemie
2019: Herner TC
2018: Rutronik Stars Keltern
2017: TSV 1880 Wasserburg
2016: TSV 1880 Wasserburg
2015: TSV 1880 Wasserburg
2014: TSV 1880 Wasserburg
2013: TSV 1880 Wasserburg
2012: Wolfenbüttel Wildcats
2011: TSV 1880 Wasserburg
2010: TV 1872 Saarlouis Royals
2009: TV 1872 Saarlouis Royals
2008: TSV 1880 Wasserburg
2007: TSV 1880 Wasserburg
2006: TSV 1880 Wasserburg
2005: TSV 1880 Wasserburg
2004: TSV 1880 Wasserburg
2003: BC Marburg
2002: BTV Gold-Zack Wuppertal
2001: BTV Gold-Zack Wuppertal
2000: BTV Wuppertal
1999: BTV Wuppertal
1998: BTV Wuppertal
1997: BTV Wuppertal
1996: BTV Wuppertal
1995: BTV Wuppertal
1994: BTV Wuppertal
1993: Barmer TV 1846
1992: Lotus München
1991: DJK Agon 08 Düsseldorf
1990: DJK Agon 08 Düsseldorf
1989: Barmer TV 1846
1988: DJK Agon 08 Düsseldorf
1987: DJK Agon 08 Düsseldorf
1986: DJK Agon 08 Düsseldorf
1985: DJK Agon 08 Düsseldorf
1984: DJK Agon 08 Düsseldorf
1983: DJK Agon 08 Düsseldorf
1982: DJK Agon 08 Düsseldorf
1981: DJK Agon 08 Düsseldorf
1980: DJK Agon 08 Düsseldorf
1979: TuS 04 Leverkusen
1978: TuS 04 Leverkusen
1977: Düsseldorfer BG ART/TVG
1976: Düsseldorfer BG ART/TVG
1975: DJK Agon 08 Düsseldorf
1974: 1. SC 05 Göttingen
1973: Heidelberger SC
1972: 1. SC 05 Göttingen
1971: 1. SC 05 Göttingen
1970: 1. SC 05 Göttingen
1969: VfL Lichtenrade Berlin
1968: 1. SC 05 Göttingen
1967: ATV 1877 Düsseldorf
1966: SV Schwaben Augsburg
1965: ATV 1877 Düsseldorf
1964: TV Augsburg 1847
1963: Heidelberger TV 1846
1962: TV Groß-Gerau
1961: TV Augsburg 1847
1960: Heidelberger TV 1846
1959: Heidelberger TV 1846
1958: Heidelberger TV 1846
1957: Heidelberger TV 1846
1956: Heidelberger TV 1846
1955: Heidelberger TV 1846
1954: TSG Heidelberg 1846
1953: Neuköllner SF Berlin
1952: Turnerbund Heidelberg
1951: TC Jahn 1883 München
1950: TC Jahn 1883 München
1949: TSC Spandau 1880
1948: TC Jahn 1883 München
1947: TC Jahn 1883 München

## Oost-Duits Kampioenschap (dames)
1990: SG KPV 69 Halle
1989: SG KPV 69 Halle
1988: SG KPV 69 Halle
1987: SG KPV 69 Halle
1986: SG KPV 69 Halle
1985: SG KPV 69 Halle
1984: SG KPV 69 Halle
1983: SG KPV 69 Halle
1982: SG KPV 69 Halle
1981: SG KPV 69 Halle
1980: SG KPV 69 Halle
1979: SG KPV 69 Halle
1978: SG KPV 69 Halle
1977: SG KPV 69 Halle
1976: SG KPV 69 Halle
1975: SG KPV 69 Halle
1974: BSG EBT Berlin
1973: SG KPV 69 Halle
1972: SG KPV 69 Halle
1971: SG KPV 69 Halle
1970: SG KPV 69 Halle
1969: SC Chemie Halle
1968: SC Chemie Halle
1967: TSC Berlin
1966: SC DHfK Leipzig
1965: SC DHfK Leipzig
1964: SC Chemie Halle
1963: TSC Berlin
1962: SC Rotation Berlin
1961: SC Chemie Halle
1960: SC Chemie Halle
1959: HSG Wissenschaft HU Berlin
1958: HSG Wissenschaft HU Berlin
1957: HSG Wissenschaft HU Berlin
1956: HSG Wissenschaft HU Berlin
1955: BSG Rotation Mitte Leipzig
1954: BSG Rotation Mitte Leipzig